# Вей Ін'у
Вей Ін'у (韦应物, 737 —792) — китайський поет та державний службовець часів династії Тан.

## Життєпис
Народився 737 року у столиці Чан'ань. Походив з впливового й заможного роду. У 750 році успішно склав імператорський іспит. Зумів увійти до імператорського почту Сюань-цзуна. Втім кар'єру перервало повстання у 755 році Ань Лушаня, під час якого поет переїздить до Лояна. Послаблення центральної влади суттєво вплинуло на світогляд Вей Ін'у — він на деякий час йде до буддистського монастиря. У 763 році повертається до Чан'аня, де отримує посади при дворі. В подальшому він декілька разів відходить від світського життя й знову повертається до нього згодом. У 783 році його призначено губернатором Чучжоу. У 787 році очолює префектуру Цзяньюан. У 788 році стає губернатором Сучжоу. У 790 році подає у відставку й остаточно поселяється у монастирі поблизу Сучжоу, де й помирає у 792 році.

## Творчість
Теми віршів Вей Ін'у здебільшого — це опис природи і пейзажів. Настрій поета, як і його доля, подібні до настроїв Ван Вея. Вей Ін'у став одним із значних поетів Китаю, чудово втіливши тематику і стиль поезії ши в її найбільш класичний період розвитку. Вірші його високо оцінювалися сучасниками, зокремо Бо Цзюй-і. Найвідомішими є вірші: «У Чан'ань зустрів Фен Чжу», У"вечері зупинився в Сюйі", «На схід від міста», «Прощання вечором у дощ з Лі Цао», «До моїх друзів Лі Ден та Янсі».